# Elihu Burritt

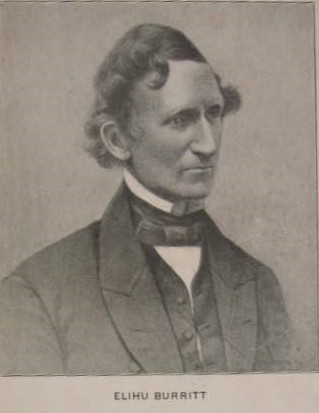
Elihu Burritt

Elihu Burritt (* 8. Dezember 1810 in New Britain, Connecticut; † 6. März 1879 ebenda) war ein US-amerikanischer Diplomat, Philanthrop und Friedensaktivist.

## Leben
Elihu Burritt war das zehnte Kind eines Schuhmachers und Landwirts. Er hatte nur gewöhnlichen Schulunterricht empfangen und früh im Haushalt wegen der langen Krankheit und des letztlichen Todes seines Vaters aushelfen müssen, als er in seinem 16. Lebensjahr zu einem Schmied in die Lehre kam. Als seine Lehrzeit vorüber war, ließ er sich von seinem älteren Bruder Elijah, einem Schullehrer, unterrichten. Er kehrte aber dann zu seinem Handwerk zurück, das ihn in Worcester (Massachusetts), wohin er 1837 übersiedelte, eine ausreichende Lebensgrundlage verschaffte und ihm zugleich Muße genug ließ, in der dortigen Bibliothek der Antiquarischen Gesellschaft seinen Wissensdurst zu befriedigen.
Als Schriftsteller trat Burritt zuerst 1839 mit der Zeitschrift The Literary Geminae, sodann 1842 mit Bearbeitungen der isländischen Sagas auf. Seine Sprachstudien umfassten außer den älteren und neueren klassischen Sprachen auch die semitischen, das Portugiesische, Flämische, Dänische, Schwedische, Isländische sowie die verschiedenen keltischen und slawischen Sprachen.
Seinen großen Ruf verdankte aber der gelehrte Grobschmied (the learned blacksmith) weniger seinen schriftstellerischen Leistungen als seinen Bemühungen um Herstellung eines allgemeinen Weltfriedens. Er wirkte auch für die Abschaffung der Sklaverei. Schon als 20-Jähriger hatte er, von tiefer, fast schwärmerischer Religiosität getrieben, einen Familienzirkel gebildet, dem er seine Ansichten vortrug, wobei er die Bibel zu Grunde legte. Seit 1840 bereiste er einen großen Teil der Vereinigten Staaten, überall den Frieden predigend und den Krieg, der den Grundsätzen des Evangeliums widerspreche, als das Haupthindernis aller gedeihlichen Entwicklung der Völkerwohlfahrt darstellend. Auch sein 1842 von ihm in Worcester gegründetes Wochenblatt The Christian Citizen und seine späteren Zeitschriften The Peace Advocate und The Bond of Brotherhood traten intensiv für den Weltfrieden ein.
Im Juni 1846 begab Burritt sich nach England, gab hier 1848 die kleine Schrift Sparks from the anvil (Funken vom Amboss) heraus und nahm dann an den hauptsächlich von ihm angeregten Friedenskongressen in Brüssel (September 1848), Paris (1849), Frankfurt (1850), London (1851), Manchester (1852) und Edinburgh (1853) eifrigen Anteil. Seine in viele Sprachen übersetzten Olivenblätter (Olive leaves, 1853, eine Art Flugblätter im Sinne der Friedensfreunde) wurden in Millionen Exemplaren über ganz Europa bis nach Russland verbreitet.
Nach Amerika zurückgekehrt, veröffentlichte Burritt die Thoughts and things at home and abroad (New York 1854, London 1868), worin er die auf seinen Reisen gemachten Beobachtungen niederlegte. Doch schon bald begab er sich wieder auf die Britischen Inseln. Ungeachtet des geringen Erfolges seiner Wirksamkeit setzte er seine Friedenspredigten in England und Schottland fort.
Burritts Yearbook of the Nations erschien 1856. Seine Wanderungen durch England und Schottland beschrieb er in A Walk from London to John O’Groat’s (London 1864) und A walk from London to the land’s end and back (London 1865). Von 1865 bis 1870 war er Konsul der Vereinigten Staaten in Birmingham. Er kehrte dann nach Amerika zurück und starb am 6. März 1879 im Alter von 78 Jahren in New Britain, Connecticut.
Burritt verfasste u. a. noch folgende Werke:
- The mission of great sufferings, 1867
- Walks in the black country and its green borderland, London und Birmingham 1868
- Fireside words and talks on various topics, London 1869
- Lectures and speeches, London 1869
- Jacob and Joseph and the lessons of their lives for the young, London 1870
- Ten minutes’ talk on all sorts of topics, London 1873, mit seiner Autobiographie im Vorwort
- Sanskrit handbook for the fireside, London 1876
- Chips from many blocks, 1878